# Eufrasio López de Rojas
Eufrasio López de Rojas (Andújar, 1628 — Jaén, 1684) foi um arquitecto espanhol.